# Декстер Морган
Декстер Морган (англ. Dexter Morgan) — головний персонаж серії книг та телесеріалу «Декстер». Роль Декстера у серіалі виконує Майкл Голл.
На вигляд Декстер нічим не відрізняється від своїх колег по роботі, але насправді він — серійний убивця. Декстер працює судмедекспертом в департаменті поліції Маямі. Ніхто не здогадується про справжню сутність Декстера, окрім сержанта Джеймса Доакса, який підозрює про це.
Для своїх цілей використовує транквілізатор M99.
Декстер живе за кодексом Гаррі Моргана, свого названого батька. В будинку названих батьків про Декстера піклувалися, тому він довгий час не здогадувався про своє жахливе минуле.
Раніше Декстер сам диктував, що і як відбуватиметься у його житті, але тепер йому доводиться лише відповідати і реагувати.

## Кодекс Гаррі
Коли Декстеру було 14 років, Гаррі склав для Декстера кодекс, якого він повинен дотримуватися, щоб не потрапити до рук поліції. Кодекс мав 5 пунктів, яких Декстер дотримується й у дорослому віці:
- 1. Не попадатися;
- 2. Не вбивати невинних;
- 3. Ніхто не повинен знати таємницю Декстера;
- 4. Декстер повинен бути ідеальним на роботі, в родині і при оточенні;
- 5. Усі трупи повинні зникнути так, щоб їх ніхто не знайшов.

## Характер убивств
Декстер використовує транквілізатор М-99 (більш відомий як еторфін) для тварин під час нападів на своїх жертв. Зазвичай, користуючись відмичками, він потрапляє до них у квартири і починає ритуал, якщо знаходить докази.
Декстер вкриває підлогу та стіни поліетиленом, перетворюючи місце свого злочину у «сміттєвий пакет зсередини». Стіл або інша велика поверхня також вкриваються поліетиленом, вздовж стін ставляться фотографії тих людей, котрих убила його жертва. Потім залишається знайти влучний момент і підкрастися до жертви ззаду, або ж, зачекавши, коли вона сама повернеться додому, вколоти їй у сонну артерію снодійне. Жертва приходить до тями, будучи прив'язаною скотчем до столу. Вона бачить Декстера, який буде розповідати про її злочини та жертв. Після бесіди Декстер надягає фартух м'ясника, захисну маску (щоб кров не потрапила на обличчя), робить невеликий надріз скальпелем на щоці і бере зразок крові для своєї колекції. Потім він бере зброю (ніж, тесак, сокиру, викрутку, молоток або щось інше) і завдає смертельного удару. Після цього він розчленовує тіло електролобзиком (ріже електропилами дискового чи ланцюгового типу), складає частини тіла у сміттєві мішки і скидає їх в океан зі своєї яхти під назвою «Зріз життя».

## Жертви в серіалі
| №                                      | Ім'я                            | Стать   | Вік      | Причина вбивства                                               |
| -------------------------------------- | ------------------------------- | ------- | -------- | -------------------------------------------------------------- |
| Жертви без зразків крові               |                                 |         |          |                                                                |
| 1                                      | Мері (прізвище невідоме)        | Жінка   | 45       | вбивство пацієнтів лікарні                                     |
| 2                                      | Невідомо                        | Чоловік | невідомо | невідомо                                                       |
| 3                                      | Невідомий торговець наркотиками | Чоловік | невідомо | торгівля наркотиками                                           |
| 4                                      | Хуан Рінез                      | Чоловік | 29       | вбивство                                                       |
| 5                                      | Роберт Мілсон                   | Чоловік | 50-55    | серія вбивств                                                  |
| 6                                      | Пітер Тортон                    | Чоловік | 20       | серія вбивств                                                  |
| 7                                      | Невизначена жертва              | Чоловік | невідомо | невідомо                                                       |
| Жертви зі зразками крові               |                                 |         |          |                                                                |
| 8 (1)                                  | Алекс Тімонс                    | Чоловік | 35       | вбивство                                                       |
| Жертви без точного номера зразка крові |                                 |         |          |                                                                |
| 9                                      | Джин Маршалл                    | Чоловік | 54       | вбивство та підпалювання                                       |
| 10                                     | Сінді Лендон                    | Жінка   | 36       | серія вбивств                                                  |
| 11                                     | Колман Ліндквіст                | Чоловік | 40-45    | серія вбивств                                                  |
| 12                                     | Макс Ліндквіст                  | Чоловік | 60-65    | серія вбивств                                                  |
| 13                                     | Рік Йєнсен                      | Чоловік | невідомо | вбивство                                                       |
| 14                                     | Джефф Ліндер                    | Чоловік | невідомо | вбивство                                                       |
| 15                                     | Ренцо Сандоваль                 | Чоловік | 30-40    | вбивство                                                       |
| 16                                     | Карлос Гутьєррес                | Чоловік | невідомо | вбивство                                                       |
| 17                                     | Ділан Меддок                    | Чоловік | 30-40    | серія вбивств                                                  |
| 18                                     | Роберт Тетчер                   | Чоловік | невідомо | вбивство                                                       |
| 19                                     | Маркус Вайт                     | Чоловік | невідомо | вбивство своїх батьків                                         |
| 20                                     | Оскар Сота                      | Чоловік | невідомо | вбивство                                                       |
| 21                                     | Джозеф Сепеда                   | Чоловік | невідомо | вбивство                                                       |
| 22                                     | Чед Карпентер                   | Чоловік | невідомо | вбивство                                                       |
| 23                                     | Шенон Рейнольдс                 | Чоловік | невідомо | вбивство                                                       |
| 24                                     | Ентоні Родріго                  | Чоловік | невідомо | вбивство та торгівля наркотиками                               |
| 25                                     | Люк Веленс                      | Чоловік | невідомо | вбивство                                                       |
| 26                                     | Енді Йорген                     | Чоловік | невідомо | вбивство                                                       |
| 27                                     | Рейчел Роудс                    | Жінка   | невідомо | вбивство                                                       |
| 28                                     | Кевін Мотт                      | Чоловік | невідомо | вбивство                                                       |
| 29                                     | Джеррі Волтік                   | Чоловік | невідомо | вбивство                                                       |
| 30                                     | Шон Дібберман                   | Чоловік | невідомо | вбивство                                                       |
| 31                                     | Беррі Купер                     | Чоловік | невідомо | вбивство                                                       |
| 32                                     | Герберт Вашингтон               | Чоловік | невідомо | вбивство                                                       |
| 33                                     | Джейкоб Вілсон                  | Чоловік | невідомо | вбивство                                                       |
| 34                                     | Джордж Госс                     | Чоловік | невідомо | вбивство                                                       |
| 35                                     | Олман Ештавез                   | Чоловік | невідомо | вбивство                                                       |
| 36                                     | Рік Кросс                       | Чоловік | невідомо | вбивство                                                       |
| 37                                     | Пітер Метерсон                  | Чоловік | невідомо | вбивство                                                       |
| 38                                     | Алан Елсон                      | Чоловік | невідомо | вбивство                                                       |
| 39                                     | Генрі Вортман                   | Чоловік | невідомо | вбивство                                                       |
| 40                                     | Ларрі Костас                    | Чоловік | невідомо | вбивство                                                       |
| 41                                     | Марті Терісон                   | Чоловік | невідомо | вбивство                                                       |
| 42                                     | Бак Форестер                    | Чоловік | невідомо | вбивство                                                       |
| 43                                     | Алан Метерсон                   | Чоловік | невідомо | вбивство                                                       |
| 44                                     | Томас Гільштат                  | Чоловік | невідомо | вбивство                                                       |
| 45                                     | Ларрі Мюллер                    | Чоловік | невідомо | вбивство                                                       |
| 46                                     | Леандро Нор'єга                 | Чоловік | 40       | вбивство                                                       |
| 47                                     | Волтер Монро                    | Чоловік | невідомо | серія вбивств                                                  |
| 48                                     | Маркетті (ім'я невідоме)        | Чоловік | 31       | вбивство                                                       |
| Жертви зі зразками крові (продовження) |                                 |         |          |                                                                |
| 49 (39)                                | Майкл Донован                   | Чоловік | 42       | зґвалтування та вбивство                                       |
| 50 (40)                                | Джеймс Яворський                | Чоловік | 29       | зґвалтування та вбивство                                       |
| 51 (41)                                | Метью Чемберс                   | Чоловік | 34       | вбивство людей під час вождіння у стані алкогольного сп'яніння |
| 52 (42)                                | Хорхе Кастільйо                 | Чоловік | 36       | шантаж та вбивство кубинських імігрантів                       |
| 53 (43)                                | Валері Кастільйо                | Жінка   | 35       | шантаж та вбивство кубинських імігрантів                       |
| 54 (44)                                | Емет Мерідіан                   | Чоловік | 46       | навіювання ідей самогубства багатим жінкам                     |
| Жертви без зразків крові (продовження) |                                 |         |          |                                                                |
| 55                                     | Брайан Мозер                    | Чоловік | 38       | серія жорстоких вбивств                                        |
| Жертви зі зразками крові (продовження) |                                 |         |          |                                                                |
| 56 (45)                                | Альфонсо Консепсійон            | Чоловік | 35       | серія вбивств та бандитизм                                     |
| 57 (46)                                | Роджер Гікс                     | Чоловік | 46       | зґвалтування та вбивство                                       |